# St. Thekla (Mausheim)

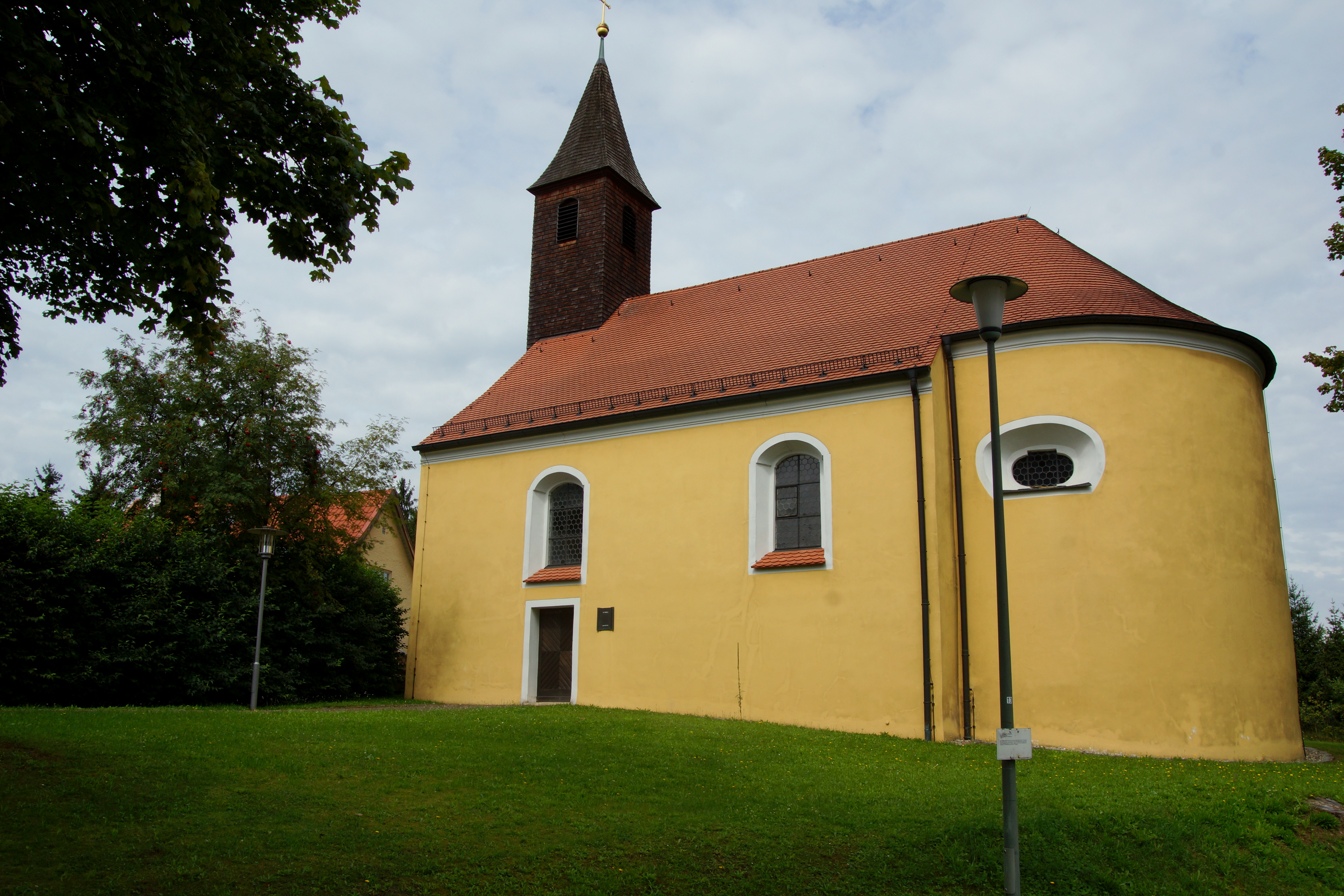
St. Thekla in Mausheim

Die römisch-katholische, denkmalgeschützte Filialkirche St. Thekla steht in Mausheim, einem Gemeindeteil des Marktes Beratzhausen im Landkreis Regensburg in der Oberpfalz. Sie ist dem Bistum Regensburg zugeordnet. Das Bauwerk ist unter der Denkmalnummer D-3-75-118-31 als Baudenkmal in die Bayerische Denkmalliste eingetragen.

## Beschreibung
Die Saalkirche wurde Mitte des 18. Jahrhunderts erbaut. Sie besteht aus einem Langhaus und einem eingezogenen, halbrund geschlossenen Chor im Osten. Aus dem Dach erhebt sich im Westen ein quadratischer Dachreiter, der hinter den Klangarkaden den Glockenstuhl beherbergt, und der mit einem spitzen, mit Schindeln verkleideter Helm bedeckt ist.
Der Innenraum des Langhauses ist mit einer Decke mit Hohlkehle mit Fresken aus der Erbauungszeit überspannt, der des Chors mit einem Stichkappengewölbe. Zur Kirchenausstattung gehört ein Hochaltar, der von Statuen des heiligen Josef und des Franz Xaver flankiert wird. Auf dem Altarretabel ist die heilige Thekla dargestellt.